# Северноамерички куп нација 1949.
Првенство НАФЦ 1949. године било је друго фудбалско првенство савеза за Северноамеричку фудбалску конфедерацију (НАФЦ). 
Северноамерички куп нација 1949. је служило и као регионално првенство, регионални квалификациони турнир за Светско првенство у фудбалу 1950. и одржано је у Мексико Ситију. Позвана су четири тима, Куба, Мексико, Канада и Сједињене Америчке Државе, али Канада је одустала и није послала тим.
Мексико је лако био на врху табеле, остао је непоражен и надмашио друга два тима са седамнаест голова према два. Сједињене Државе су биле друге, а Куба, без победе у четири утакмице, била је трећа. Како су се две најбоље екипе квалификовале за Светско првенство, Мексико и САД су отишли у финале у Бразилу. 

## Стадион
| Мексико Сити |                   |
| Мексико Сити | Мексико Сити      |
| ------------ | ----------------- |
| Мексико Сити | Стадион Азул      |
| Мексико Сити | Капацитет: 33.000 |
| Мексико Сити |                   |

## Резултати турнира
| Pos | Тим              | О | П | Н | И | ГД | ГП | ГР  | Бод. |
| --- | ---------------- | - | - | - | - | -- | -- | --- | ---- |
| 1   | Мексико          | 4 | 4 | 0 | 0 | 17 | 2  | +15 | 8    |
| 2   | Сједињене Државе | 4 | 1 | 1 | 2 | 8  | 15 | −7  | 3    |
| 3   | Куба             | 4 | 0 | 1 | 3 | 3  | 11 | −8  | 1    |

| Сједињене Државе | 0 : 6 | Мексико                                                                                   |
| ---------------- | ----- | ----------------------------------------------------------------------------------------- |
|                  |       | Антонио Флорес 20’ · Луис Луна 30’ · Луис де ла Фуенте 37’, 55’, 58’ · Карлос Септиен 85’ |

Мексико: Реј Кордоба, Фелипе Зетер, Карлос Лавиада (капитен), Хосе Антонио Рока, Марио Очоа, Ектор Ортиз, Антонио Флорес, Луис Луна, Орасио Касарин, Луис да ла Фуенте, Карлос Септиен
САД: Френк Боги, Бен Вотман, Мануел Мартин, Волтер Бар, Чарли Коломбо, Бил Шепел, Френк Валас, Џек Хајнс, Пит Матевић, Џон Соуза, Бени Меклхлин
| Мексико                             | 2 : 0 | Куба |
| ----------------------------------- | ----- | ---- |
| Луис Луна 26’ · Хорасио Касарин 57’ |       |      |

Мексико: Реј Кордоба, Хорхе Ромо, Карлос Лавиада (капитен), Хосе Антонио Рока, Марио Очоа, Ектор Ортиз, Антонио Флорес, Луис Луна, Орасио Касарин, Луис да ла Фуенте, Карлос Септиен
Куба: Арозамена, Баркин, Љеранди, Овиде, Х. Минсал, Торент, Веига, Фано, Гомез, Торес, Бриос, Гранадо
| Куба           | 1 : 1 | Сједињене Државе |
| -------------- | ----- | ---------------- |
| Хосе Гомес 28’ |       | Френк Валас 23’  |

Куба: Роландо Агилар, Хацинто Баркин, Бернандо Љеранди, Хосе Минсал, Марсело Минсал, Франсиско Торент, Клерч, Хосе Гомез, Рикардо Торес, Висенте Перез, Мануел Брисо, А. Гранадо 
САД: Френк Боги, Хари Кох, Мануел Мартин, Бил Шепел, Чарли Коломбо, Волтер Бар], Френк Валас, Џек Хајнс, Пит Матевић, Џон Соуза, Бени Меклхлин 
| Мексико                                                                                 | 6 : 2 | Сједињене Државе               |
| --------------------------------------------------------------------------------------- | ----- | ------------------------------ |
| Ектор Ортиз 14’ · Орасио Касарин 23’, 41’, 76’ · Луис де ла Фуенте 47’ · Марио Очоа 89’ |       | Џон Соуза 52’ · Бен Вотман 90’ |

Мексико: Мелесио Оснаја, Хорхе Ромо, Карлос Лавиада (капитен), Ектор Ортис, Марио Очоа, Хосе Антонио Рока, Антонио Флорес, Франсиско Ернандес, Орасио Касарин, Луис да ла Фуенте, Карлос Септиен
САД: Френк Боги, Хари Кох, Мануел Мартин, Бил Шепел, Чарли Коломбо, Волтер Бар, Френк Валас, Џек Хајнс, Бен Вотман, Џон Соуза, Бени Меклхлин 
| Сједињене Државе                                                        | 5 : 2 | Куба                                    |
| ----------------------------------------------------------------------- | ----- | --------------------------------------- |
| Волтер Бар 16’ · Џон Соуза 23’ · Пит Матевић 30’, 35’ · Френк Валас 48’ |       | Хасинто Баркин 42’ · Сантјаго Веига 50’ |

САД: Френк Боги, Хари Кох, Мануел Мартин, Бил Шепел, Чарли Коломбо, Волтер Бар, Френк Валас, Џек Хајнс, Пит Маатевић, Џон Соуза, Бени Меклхлин  
Куба: Педро Аросема (Роландо Агилар 40'), Хасинто Барки, Бернандо Љеранди, Хосе Овиде, Хосе Минсал, Франсиско Торент, Сантјаго Веига, Хосе Гомес, Рикардо Торес, Анхел Валдес, Мануел Бриосо, Армандо Гранадо
| Мексико                                    | 3 : 0 | Куба |
| ------------------------------------------ | ----- | ---- |
| Хосе Наранхо 44’ (88) · Антонио Флорес 58’ |       |      |

Мексико: Мелесио Оснаја, ФЕлипе Зетер, Грехорио Гомез, Алфонсо Монтемехор (капитен), Самуел Кубуру, раул Валера, Антонио Флорес, Хосе Наранхо, Марио Перес, Луис Васкез, Енрике Сесма
Куба: Акилар, Баркин, Љеранди, Овиде, Х. Минсал, Торент, Веига, Перез, Гомез, Торес, Валдес, Гранадо, Фано

## Достигнућа
| Најбољи играч | Победник Северноамеричког купа нација 1949. Мексико 2° титула | Најбољи стрелац Орацио Касарин Луис де ла Фуенте (по 4. гола) |

## Голгетери
Четири гола
- Орацио Касарин
- Луис де ла Фуенте

Два гола
- Антонио Флорес
- Луис Луна
- Хосе Наранхо
- Пит Матевић
- Џон Соуза
- Френк Валас